# 丹霞地貌

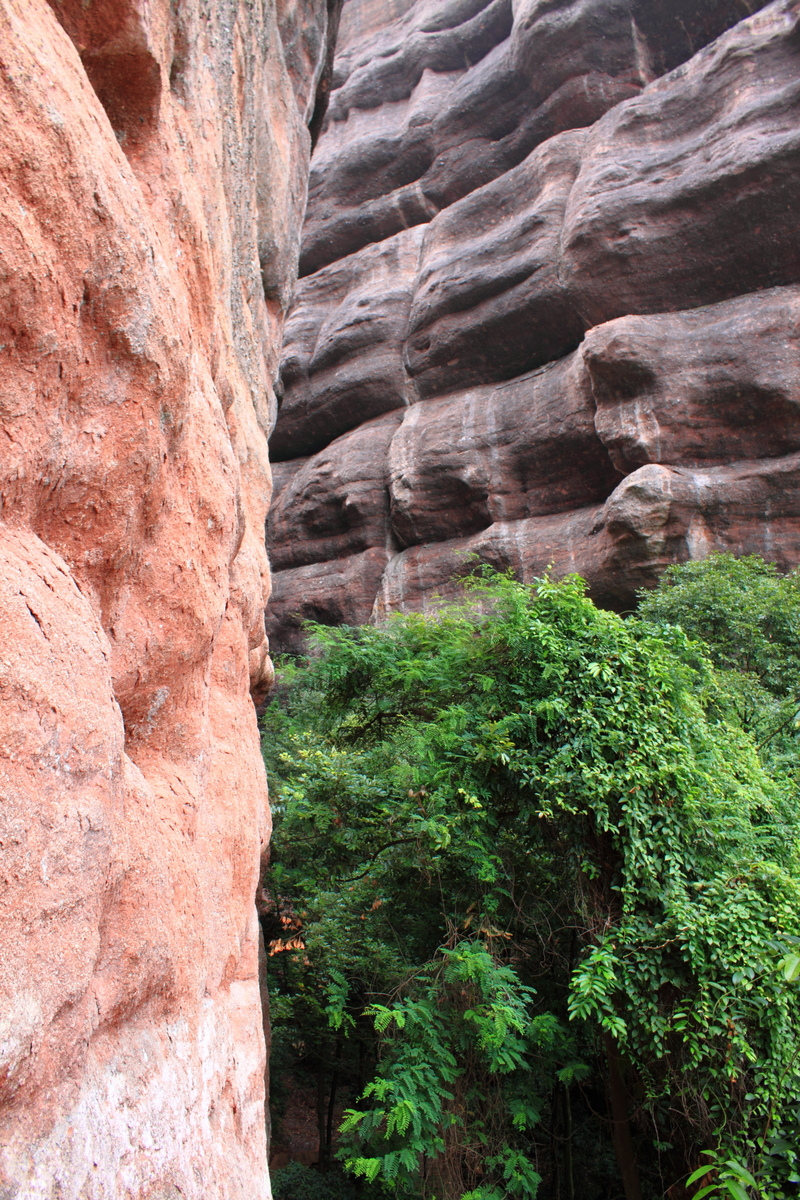
“赤壁丹崖”是丹霞地貌的典型特征（摄于广东丹霞山）

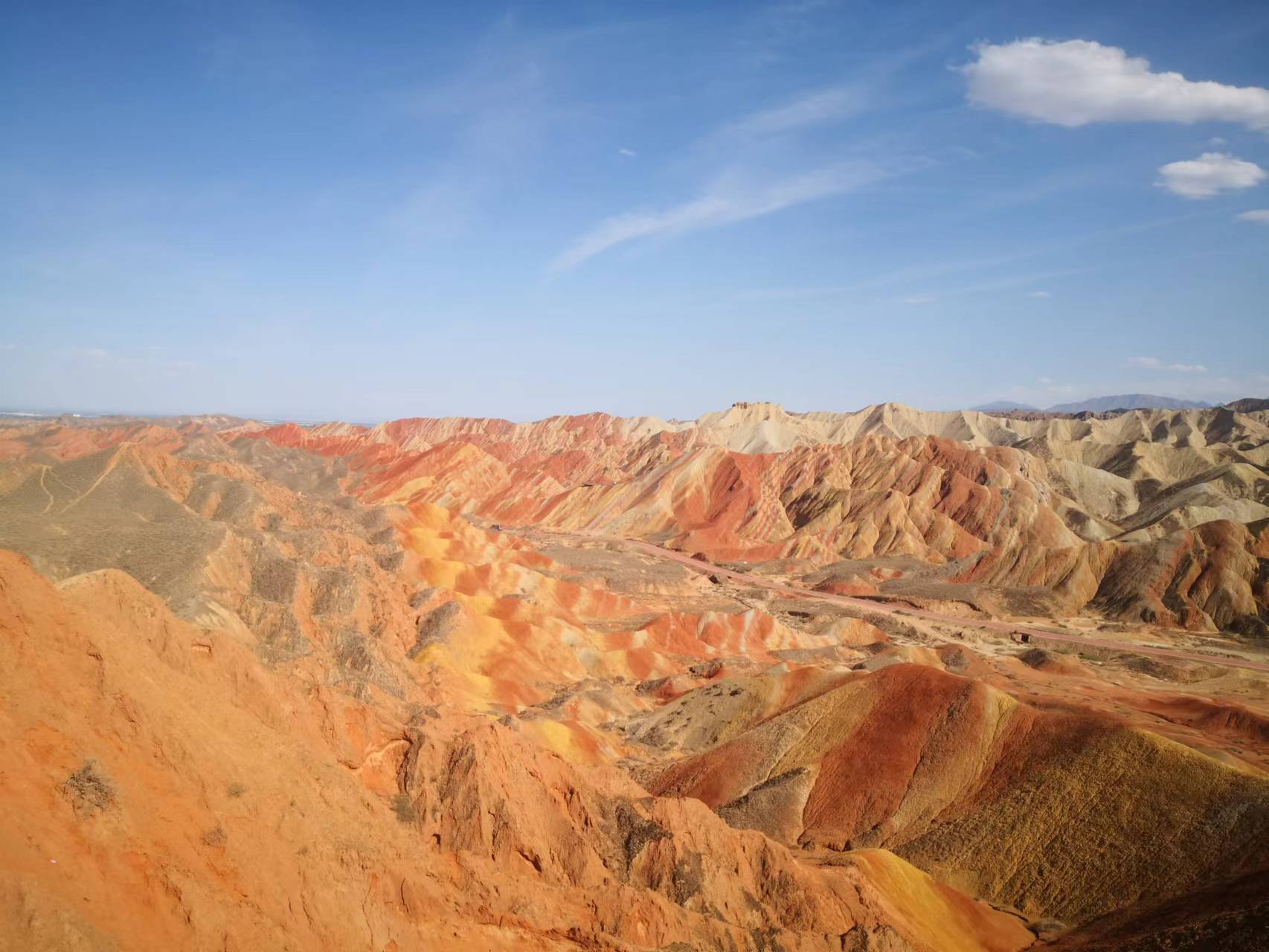
丹霞地貌 摄于张掖丹霞国家地质公园

丹霞地貌的定义为“有陡崖的陆上红层地貌”，1928年冯景兰等在廣東省韶關市仁化县丹霞山考察时首先命名。形成丹霞地貌的是一种沉积在内陆盆地的红色岩层，这种岩层在千百万年的地质变化过程中，被水切割侵蚀，形成了红色山块群。
丹霞地貌主要分布在中国、美国西部、中欧和澳大利亚等地，以中国分布最广。到2008年1月31日为止，中国已发现丹霞地貌790处，分布在26个省区。
2009年，广东丹霞山、贵州赤水、湖南崀山和万佛山、福建泰宁、江西龙虎山和龟峰、浙江的方岩和江郎山共同组成的“中国丹霞”组合成为中国当年申报世界遗产的唯一提名项目。2010年8月，联合国世界遗产大会決定將“中國丹霞”列入世界自然遗产，成為中國第四十個世界自然或文化遺產。

## 名源
来自曹丕的《芙蓉池作》：
|  | 雙渠相溉灌，嘉木繞通川。 卑枝拂羽蓋，脩條摩蒼天。 驚風扶輪轂，飛鳥翔我前。 丹霞夾明月，華星出雲間。 上天垂光采，五色一何鮮！ |

原本指天上火红的彩霞。

## 著名景点
中国东南部是最大片的分布区，主要位于南岭、武夷山、仙霞岭附近。
- 丹霞山（广东仁化）
- 金鸡岭（广东乐昌）
- 苍石寨（广东南雄）
- 南台石、五指石（广东平远）
- 武夷山风景名胜区（福建武夷山市）
- 泰宁世界地质公园（福建泰宁）
- 冠豸山（福建连城）
- 龙虎山（江西贵溪）
- 龟峰（江西弋阳）
- 江郎山（浙江江山）
- 方岩（浙江永康）
- 仙都（浙江缙云）
- 崀山（湖南新宁）

西南地区
- 窦团山（四川江油）
- 青城山（四川灌县）
- 老瀛山（重庆綦江）
- 四面山（重庆江津）
- 白石山（广西桂平）
- 都峤山（广西容县）
- 石表山（广西藤县）
- 赤水丹霞地貌（贵州）

西北地区
- 青海坎布拉
- 赤龙山（陕西凤县）
- 张掖丹霞国家地质公园（甘肃临泽、肃南）

其它地区
- 河北承德